# Будинок на вулиці Коновальця, 37 (Львів)
Будинок на вулиці Коновальця, 37 — житловий будинок у Франківському районі м. Львів, на вулиці Євгена Коновальця. Має статус пам'ятки архітектури місцевого значення (охоронний № 4606-Лв).

## Історія
Будинок зведений у 1913—1914 роках у стилі раціональної сецесії. За твердженням історика Юрія Бірюльова, будинок належав Марії Боґуш-Зелінській і був споруджений за проєктом архітектора Зигмунта Шмукера. Втім, дослідник Львова Ігор Мельник автором проєкту вказував архітектора Міхала Кустановича (пол. Michał Kustanowicz). Горельєф, який прикрашає фасад, виконаний скульптором Едмундом Плішевським, йому ж належить і авторство двох скульптур на аттику будинку.
У 1920—1939 роках будинок належав Станіславу Морачевському, в ті часи тут розташовувалася фірма з будівництва криниць Домініка.
Восени 2015 року на замовлення управління охорони історичного середовища ЛМР відреставрували скульптурний декор на аттику будинку, автором реставрації був скульптор Олег Агарков.
4 вересня 2024 року будинок був пошкоджений під час ракетного обстрілу.

## Опис
Будинок триповерховий, цегляний, має симетричний п'ятивіконний рустований фасад, на рівні другого-третього поверхів розчленований вертикально пілястрами. Завершується чоловий фасад фігурним аттиком, який прикрашають дві фігури жінок, що лежать, та чотири п'єдестали, два з яких прикрашені вазами. На другому і третьому поверхах обабіч центральної осі розташовані балкони на масивних кронштейнах, віконні прорізи прямокутні, прорізи балконних дверей мають лучкове завершення. На центральній осі фасаду розташовані вхідні двері, а між вікнами другого і третього поверху — горельєф жіночої фігури.

## Галерея

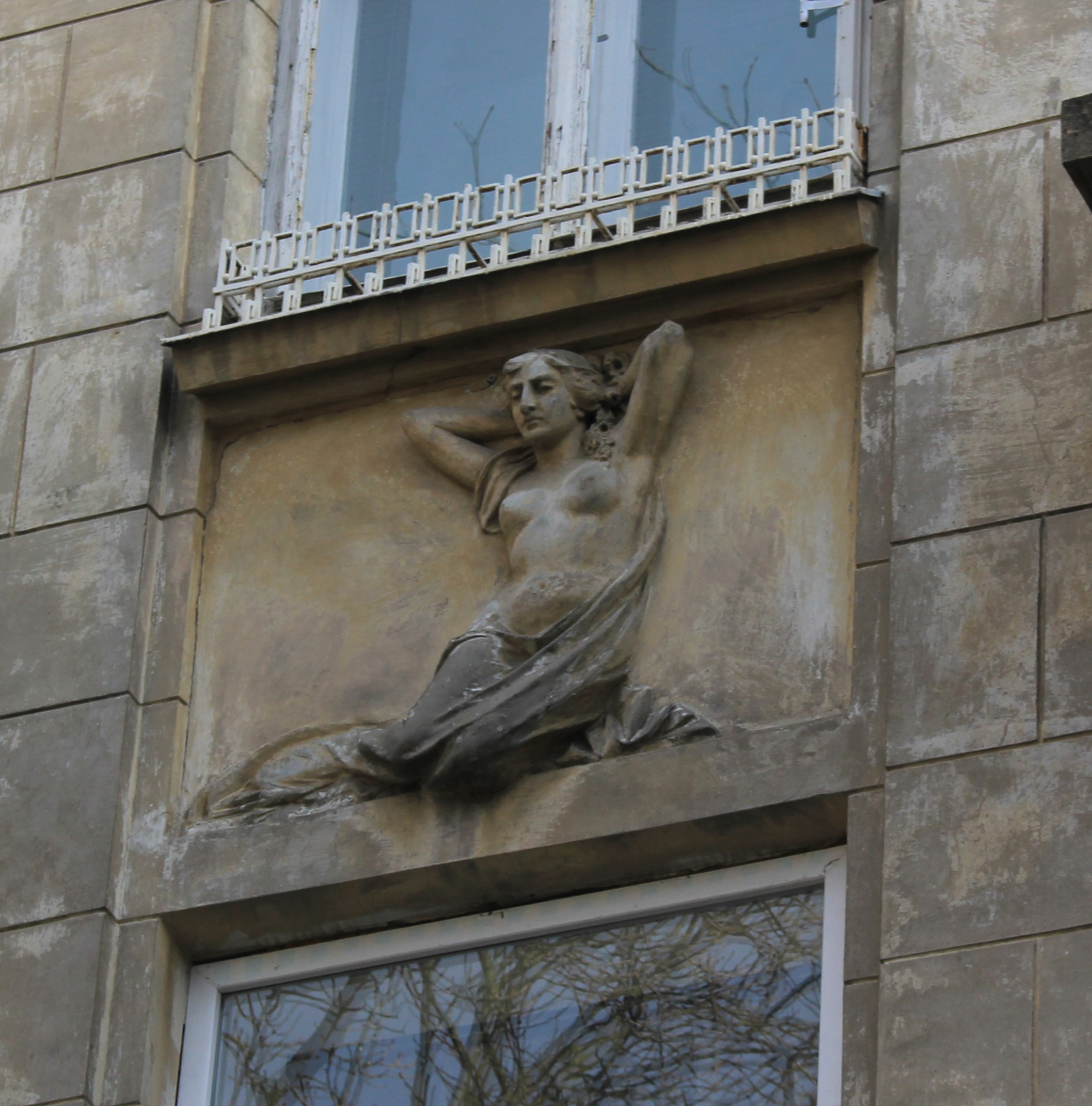
Горельєф у центрі фасаду
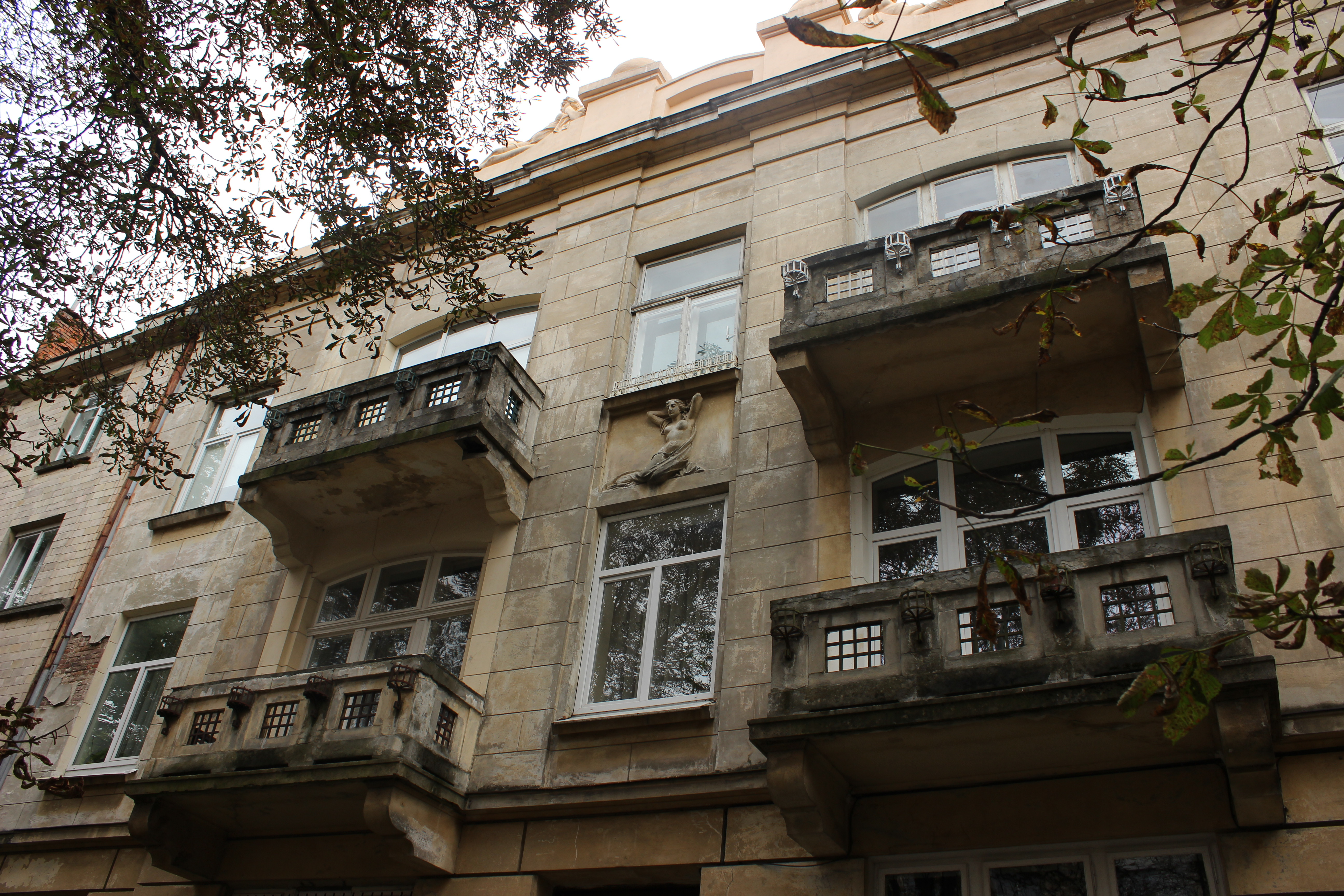
Чоловий фасад
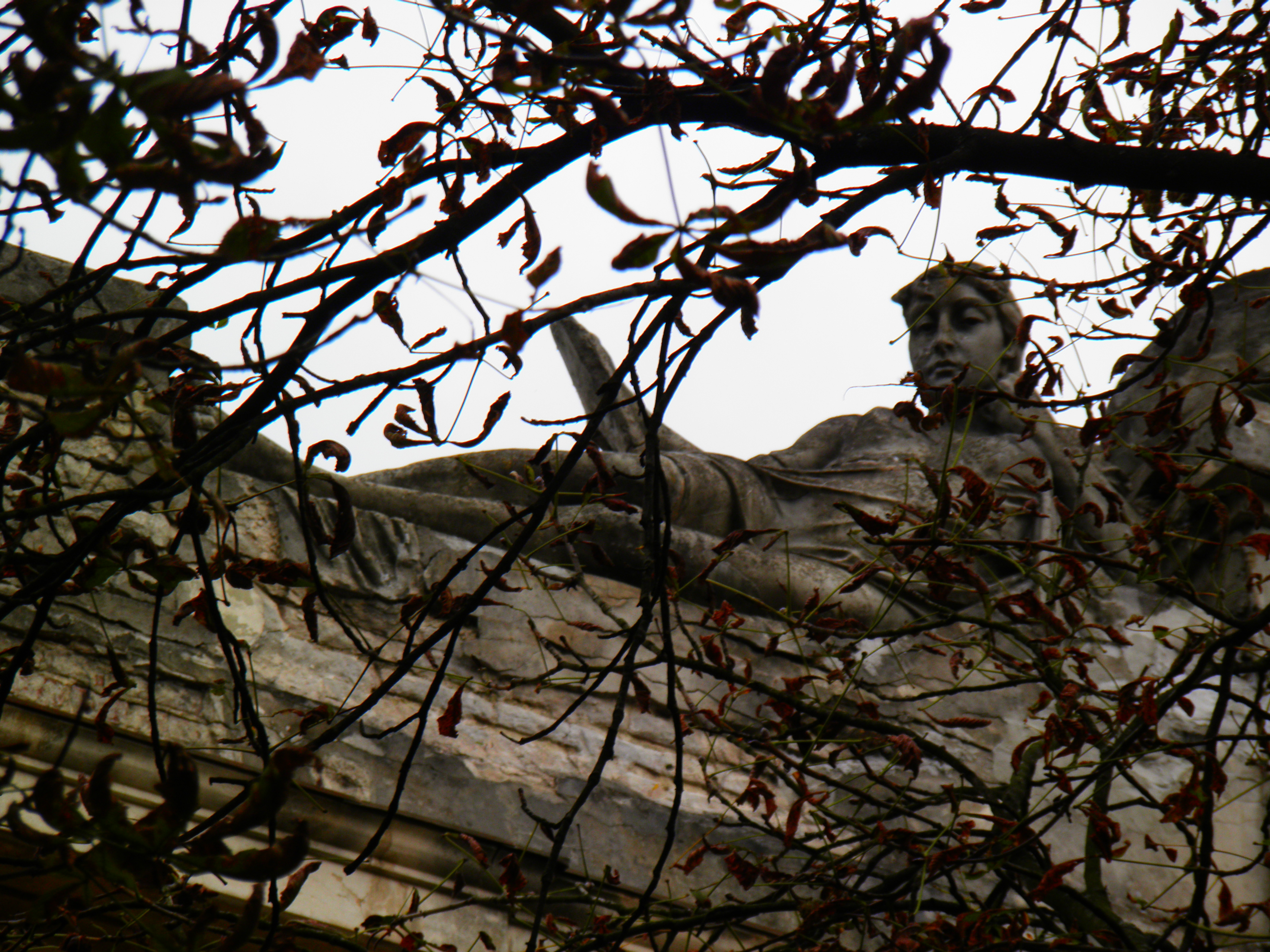
Скульптура на аттику